# Aslıhan Gürbüz
Aslıhan Gürbüz (* 16. Februar 1983 in  Çanakkale) ist eine türkische Schauspielerin.

## Leben
Gürbüz studierte an der Selçuk Üniversitesi in Konya. Sie spielt vornehmlich in türkischen Fernsehserien mit. In Deutschland war sie als Nazlı in der  Komödie Kanal-i-Zasyon zu sehen, die im November 2009 in den deutschen Kinos anlief. Für ihre Rolle in der Fernsehserie Yahşi Cazibe wurde sie 2009 als beste Schauspielerin in der Kategorie „Komödie“ mit dem Antalya-Fernsehpreis ausgezeichnet.

## Filmografie
- 2009: Bir bulut olsam (13 Folgen)
- 2009: Kanal-i-Zasyon
- 2010: Yahşi Cazibe
- 2014: Zeytin Tepesi
- 2015: Muhteşem Yüzyil Kösem
- seit 2017: Ufak Tefek Cinayetler (als Merve Aksak)